# James Caan
James Langston Edmund Caan (Nova Iorque, 26 de março de 1940 – Los Angeles, 6 de julho de 2022) foi um ator americano, conhecido pelo papel de Sonny Corleone no clássico de Francis Ford Coppola The Godfather (br: O Poderoso Chefão / pt: O Padrinho), de 1972, e por seus trabalhos em "El Dorado" (1966) de Howard Hawks onde fez o papel de Alan Bourdillion Traherne chamado Mississippi, ao lado de John Wayne, Rollerball (1975), e Misery (1990).
Com uma carreira de grande ascendência, James Caan participou em variados filmes depois de seu sucesso em The Godfather. Em 1996 fez o papel de Robert Deguerin, no filme Eraser, filme estrelado por Arnold Schwarzenegger. Participou em 1999 em Mickey Blue Eyes, contracenando com Hugh Grant, numa comédia que ironiza a máfia.
Caan participou das quatro primeiras temporadas da série de televisão americana Las Vegas como Ed Deline e no episódio "Jalapeño" de Laranja Irritante como o garanhão Chilli Gordo.
Filho de Sophie e Arthur Caan, James tem um irmão, Ronnie Caan, e teve uma irmã, Bárbara Caan. O ator tem uma filha chamada Tara Caan, fruto do seu casamento com Dee Jay Mathis. Tem um filho (Scott Caan) fruto do seu casamento com Sheila Ryan. Com a terceira mulher, Ingrid Hajek, James foi pai de Alexander James Caan (nascido em 1991). Com a quarta mulher, Linda Stokes, James é pai de dois rapazes: James Arthur Caan (nascido em 1995) e Jacob Nicholas Caan (nascido em 1998).
Morreu em 6 de julho de 2022, aos 82 anos de idade.

## Filmografia

### Filmes
| Nome do filme                             | Ano            | Personagem                              | Notas |
| ----------------------------------------- | -------------- | --------------------------------------- | --- |
| Irma la Douce                             | 1963           | Soldier with Radio                      | Não creditado |
| Lady in a Cage                            | 1964           | Randall Simpson O'Connell               | |
| The Glory Guys                            | 1965           | Pvt. Anthony Dugan                      | Indicado – Golden Globe Award for New Star of the Year – Actor                                                              |
| Red Line 7000                             | 1965           | Mike Marsh                              | |
| El Dorado                                 | 1966           | Alan Bourdillion "Mississippi" Traherne | |
| Games                                     | 1967           | Paul Montgomery                         | |
| Submarine X-1                             | 1968           | Cmdr. Richard Bolton                    | |
| Countdown                                 | 1968           | Lee Stegler                             | |
| Journey to Shiloh                         | 1968           | Buck Burnett                            | |
| The Rain People                           | 1969           | Jimmy Kilgannon                         | |
| Rabbit, Run                               | 1970           | Rabbit Angstrom                         | |
| T.R. Baskin                               | 1971           | Larry Moore                             | |
| The Godfather                             | 1972           | Santino "Sonny" Corleone                | Indicado – Academy Award for Best Supporting Actor Indicado – Golden Globe Award for Best Supporting Actor – Motion Picture |
| Slither                                   | 1973           | Dick Kanipsia                           | |
| Cinderella Liberty                        | 1973           | John Baggs Jr.                          | |
| The Gambler                               | 1974           | Axel Freed                              | Indicado – Golden Globe Award for Best Actor – Motion Picture Drama                                                         |
| The Godfather Part II                     | 1974           | Santino "Sonny" Corleone                | Uncredited cameo |
| Freebie and the Bean                      | 1974           | Freebie                                 | |
| Funny Lady                                | 1975           | Billy Rose                              | Nominated – Golden Globe Award for Best Actor – Motion Picture Musical or Comedy                                            |
| Rollerball                                | 1975           | Jonathan E.                             | Saturn Award for Best Actor(tied with Don Johnson for A Boy and His Dog)                                                    |
| Gone with the West                        | 1975           | Jud McGraw                              | |
| The Killer Elite                          | 1975           | Mike Locken                             | |
| Harry and Walter Go to New York           | 1976           | Harry Dighby                            | |
| Silent Movie                              | 1976           | Himself                                 | |
| A Bridge Too Far                          | 1977           | Sgt. Eddie Dohun                        | |
| Another Man, Another Chance               | 1977           | David Williams                          | |
| Comes a Horseman                          | 1978           | Frank "Buck" Athearn                    | |
| 1941                                      | 1979           | Sailor in Fight                         | |
| Chapter Two                               | 1979           | George Schneider                        | |
| Hide in Plain Sight                       | 1980           | Thomas Hacklin                          | Também diretor |
| Les uns et les autres                     | 1981           | Jack Glenn e Jason Glenn                | |
| Thief                                     | 1981           | Frank                                   | |
| Kiss Me Goodbye                           | 1982           | Jolly Villano                           | |
| Gardens of Stone                          | 1987           | SFC Clell Hazard                        | |
| Alien Nation                              | 1988           | Det. Sgt. Matthew Sykes                 | |
| Dick Tracy                                | 1990           | Spud Spaldoni                           | |
| Misery                                    | 1990           | Paul Sheldon                            | Nominated – Saturn Award for Best Actor                                                                                     |
| The Dark Backward                         | 1991           | Doctor Scurvy                           | |
| For the Boys                              | 1991           | Eddie Sparks                            | |
| Honeymoon in Vegas                        | 1992           | Tommy Korman                            | |
| The Program                               | 1993           | Coach Sam Winters                       | |
| Flesh and Bone                            | 1993           | Roy Sweeney                             | |
| A Boy Called Hate                         | 1994           | Jim                                     | |
| North Star                                | 1996           | Sean McLennon                           | |
| Bottle Rocket                             | 1996           | Mr. Abe Henry                           | |
| Eraser                                    | 1996           | U.S. Marshal Robert Deguerin            | |
| Bulletproof                               | 1996           | Frank Colton                            | |
| This Is My Father                         | 1998           | Kieran Johnson                          | |
| Mickey Blue Eyes                          | 1999           | Frank Vitale                            | |
| The Yards                                 | 2000           | Frank Olchin                            | |
| Luckytown                                 | 2000           | Charlie Doyles                          | |
| The Way of the Gun                        | 2000           | Joe Sarno                               | |
| Viva Las Nowhere                          | 2001           | Roy Baker                               | |
| In the Shadows                            | 2001           | Lance Huston                            | |
| Night at the Golden Eagle                 | 2002           | Prison Warden                           | |
| City of Ghosts                            | 2002           | Marvin                                  | |
| Jericho Mansions                          | 2003           | Leonard Grey                            | |
| Dogville                                  | 2003           | The Big Man                             | |
| This Thing of Ours                        | 2003           | Jimmy "The Con"                         | |
| Elf                                       | 2003           | Walter Hobbs                            | |
| Santa's Slay                              | 2005           | Darren Mason                            | Não creditado |
| Wisegal                                   | 2008           | Salvatore Palmeri                       | |
| Get Smart                                 | 2008           | The President                           | |
| New York, I Love You                      | 2008           | Mr. Riccoli                             | Segment: "Brett Ratner" |
| Middle Men 2009                           | Jerry Haggerty |                                         | |
| Mercy                                     | 2009           | Gerry Ryan                              | |
| Something, Something, Something, Darkside | 2009           | Himself                                 | Voice role |
| Cloudy with a Chance of Meatballs         | 2009           | Tim Lockwood                            | Voice role |
| Henry's Crime                             | 2010           | Max Saltzman                            | |
| Minkow                                    | 2010           | Paul Vinsant                            | |
| Detachment                                | 2011           | Mr. Charles Seaboldt                    | |
| Small Apartments                          | 2012           | Mr. Allspice                            | |
| That's My Boy                             | 2012           | Father McNally                          | |
| Blood Ties                                | 2013           | Leon Pierzynski                         | |
| Cloudy with a Chance of Meatballs 2       | 2013           | Tim Lockwood                            | Voice role |
| The Tale of Princess Kaguya               | 2013           | The Bamboo Cutter (voice)               | English dub |
| A Fighting Man                            | 2014           | Brother Albright                        | |
| Preggoland                                | 2014           | Walter Huxley                           | |
| The Outsider                              | 2014           | Karl Schuster                           | |
| The Throwaways                            | 2015           | Lt. Col. Christopher Holden             | |
| Sicilian Vampire                          | 2015           | Professor Bernard Isaacs                | |
| The Good Neighbor                         | 2016           | Harold Grainey                          | |
| The Red Maple Leaf                        | 2016           | George Lawrence Secord                  | |
| Undercover Grandpa                        | 2017           | Grandpa                                 | |
| Holy Lands                                | 2017           | Harry Rosenmerck                        | |
| Out of Blue                               | 2018           | Col. Tom Rockwell                       | |
| Queen Bees                                | 2021           | Dan Simpson                             | |

### Televisão
| Year      | Title                      | Role                                  | Notes                                                  |
| --------- | -------------------------- | ------------------------------------- | ------------------------------------------------------ |
| 1961      | Route 66                   | Johnny- lider de gangue de rua        | [ 3 ]                                                  |
| 1964      | Combat!                    | sargento alemão                       | Episódio: "Anatomy of a Patrol"                        |
| 1969      | The F.B.I.                 | Eugene                                | Episódio "A Life in the Balance"                       |
| 1969      | Get Smart                  | Rupert of Rathskeller (não creditado) | 2 episódios "To Sire, with Love: Parts 1 and 2"        |
| 1996      | NewsRadio                  | James Caan / Ele próprio              | Episódio: "Movie Star"                                 |
| 2001      | Warden of Red Rock         | John Flinders                         | Filme de televisão                                     |
| 2001      | A Glimpse of Hell          | Capt. Fred Moosally                   | Filme de televisão                                     |
| 2002      | Blood Crime                | Xerife Morgan McKenna                 | Filme de televisão                                     |
| 2003–2007 | Las Vegas                  | Ed Deline                             | 88 episódios                                           |
| 2004      | The Simpsons               | Ele Próprio (voz)                     | Episódio: "All's Fair in Oven War"                     |
| 2010      | Family Guy                 | Ele Próprio (voz)                     | Episódio: "Something, Something, Something, Dark Side" |
| 2010      | Annoying Orange            | Jalepeño (voz)                        | série de web                                           |
| 2012      | Hawaii Five-0              | Tony Archer                           | Episódio: "Lekio"                                      |
| 2013      | Magic City                 | Sy Berman                             | 5 episódios                                            |
| 2013      | Back in the Game           | Terry "The Cannon" Gannon             | 13 episódios                                           |
| 2015      | Wuthering High School      | Mr. Earnshaw                          | Filme de televisão                                     |
| 2016      | JL Ranch                   | Tap Peterson                          | Filme de televisão                                     |
| 2020      | JL Ranch: The Wedding Gift | Tap Peterson                          | filme de televisão                                     |